# Eleccions al Parlament de Galícia
A les eleccions al Parlament gallec, els ciutadans de Galícia elegeixen els diputats al Parlament gallec. El Parlament de Galícia està format per setanta-cinc parlamentaris. Les darreres eleccions al Parlament de Galícia es van celebrar l'any 2024.

## I legislatura
Eleccions celebrades el: 20 d'octubre de 1981
Resultats:
- Alianza Popular (AP): 26 diputats.
- Unión de Centro Democrático (UCD): 24 diputats.
- Partido Socialista de Galicia - Partido Socialista Obrero Español (PSdeG-PSOE): 16 diputats.
- Coalició Electoral Bloque Nacional Popular Galego - Partido Socialista Galego (BN-PG-PSG): 3 diputats.
- Esquerda Galega (EG): 1 diputat.
- Partido Comunista Galego (PCG): 1 diputat.

Mesa del Parlament:
- President: Antonio Rosón Pérez (UCD)
- VicePresident 1r: Pablo Moure Mariño (AP)
- VicePresident 2n: Francisco González Amadiós (PSdeG-PSOE)
- Secretari: Pablo González Mariñas (fins a 21/10/82) (UCD)
- Secretari: Antonio Olives Quintás (des del 21/10/82) (UCD)
- Vicesecretari: Mariano Rajoy Brey (fins a 22/09/82) (AP)
- Vicesecretari: Antonio Varela Álvarez (des del 22/09/82) (AP)

## II legislatura
Eleccions celebrades el: 24 de novembre de 1985
Resultats:
- Alianza Popular (AP): 34 diputats.
- Partido Socialista de Galicia - Partido Socialista Obrero Español (PSdeG-PSOE): 22 diputats.
- Coalición Galega (CG): 11 diputats.
- Partido Socialista Galego - Esquerda Galega (PSG-EG): 3 diputats.
- Bloque Nacionalista Galego (BNG): 1 diputat.

Mesa del Parlament:
- President: Antonio Rosón Pérez (fins a 13/5/86) (AP)
- President: Tomás Pérez Vidal (des del 13/5/86) (AP)
- VicePresident 1r: Tomás Pérez Vidal (fins a 13/5/86) (AP)
- VicePresident 1r: Luis Cordeiro Rodríguez (des del 13/5/86) (AP)
- VicePresident 2n: Francisco González Amadiós (PSdeG-PSOE)
- Secretari: Manuel Núñez Carreira (AP)
- Vicesecretari: Pablo Ángel Sande García (fins a 9/5/89) (PSdeG-PSOE)
- Vicesecretari: José Federico Nogueira Fernández (des del 9/5/89) (PSdeG-PSOE)

## III legislatura
Eleccions celebrades el: 17 de desembre de 1989
Resultats:
- Partido Popular de Galicia (PPdeG): 38 diputats.
- Partido Socialista de Galicia - Partido Socialista Obrero Español (PSdeG-PSOE): 28 diputats.
- Bloque Nacionalista Galego (BNG): 5 diputats.
- Coalición Galega (CG): 2 diputats.
- Partido Socialista Galego - Esquerda Galega (PSG-EG): 2 diputats.

Mesa del Parlament:
- President: Victorino Núñez Rodríguez (PPdeG)
- VicePresident 1r: José María García Leira (PPdeG)
- VicePresident 2n: Antonio Carro Fernández-Valmayor (PSdeG-PSOE)
- Secretari: Tomás Iribarren Fernández-Rogina (PPdeG)
- Vicesecretari: José Federico Nogueira Fernández (PSdeG-PSOE)

## IV legislatura
Eleccions celebrades o: 17 d'octubre de 1993
Resultats:
- Partido Popular de Galicia (PPdeG): 43 diputats.
- Partido Socialista de Galicia - Partido Socialista Obrero Español (PSdeG-PSOE): 19 diputats.
- Bloque Nacionalista Galego (BNG): 13 diputats.

Mesa del Parlament:
- President: Victorino Núñez Rodríguez (PPdeG)
- VicePresident 1r: José María García Leira (PPdeG)
- VicePresident 2n: Miguel Ángel Cortizo Nieto (PSdeG-PSOE)
- Secretari: Tomás Iribarren Fernández-Rogina (fins a 2/10/96) (PPdeG)
- Secretari: Fernando González Suárez (des del 2/10/96) (PPdeG)
- Vicesecretari: Bautista Álvarez Domínguez (BNG)

## V legislatura
Eleccions celebrades rl: 19 d'octubre de 1997
Resultats:
- Partido Popular de Galicia (PPdeG): 42 diputats.
- Bloque Nacionalista Galego (BNG): 18 diputats.
- Partido Socialista de Galicia - Partido Socialista Obrero Español (PSdeG-PSOE): 13 diputats.
- Esquerda Unida (EU): 2 diputats.

Mesa del Parlament:
- President: José María García Leira (PPdeG)
- VicePresident 1r: Celso Delgado Arce (fins a 28/3/00) (PPdeG)
- VicePresident 1r: Miguel Ángel Santalices Vieira (des del 28/3/00) (PPdeG)
- VicePresident 2n: Bautista Álvarez Domínguez (BNG)
- Secretari: Juan Pedrosa Vicente (PPdeG)
- Vicesecretari: Miguel Ángel Cortizo Nieto (PSdeG-PSOE)

## VI legislatura
Eleccions celebrades el: 21 d'octubre de 2001
Resultats:
- Partido Popular de Galicia (PPdeG): 41 diputats.
- Partido Socialista de Galicia - Partido Socialista Obrero Español (PSdeG-PSOE): 17 diputats.
- Bloque Nacionalista Galego (BNG): 17 diputats.

Mesa del Parlament:
- President: José María García Leira (PPdeG)
- Vicepresidenta 1a: Inmaculada Rodríguez Cuervo (PPdeG)
- Vicepresidenta 2a: Salomé Álvarez Blanco (BNG)
- Secretari: Juan Pedrosa Vicente (PPdeG)
- Vicesecretaria: Dolores Villarino Santiago (PSdeG-PSOE)

## VII legislatura
Eleccions celebrades el: 19 de juny de 2005
Resultats:
- Partido Popular de Galicia (PPdeG): 37 diputats.
- Partido Socialista de Galicia - Partido Socialista Obrero Español (PSdeG-PSOE): 25 diputats.
- Bloque Nacionalista Galego (BNG): 13 diputats.

Mesa del Parlament:
- Presidenta: Dolores Villarino Santiago (PSdeG-PSOE)
- Vicepresidenta 1a: María Tereixa Paz Franco (BNG)
- VicePresident 2n: Jaime Alberto Pita Varela (PP)
- Secretari: Pablo Xabier López Vidal (PSdeG-PSOE)
- Vicesecretari: José Manuel Baltar Blanco (PP)

## Resultats
| Any  | Parlamentua | Escons        | Escons | Escons | Districte | Guanyadors per província |
| ---- | ----------- | ------------- | ------ | ------ | --------- | ------------------------ |
| 2024 |             |               | PPdeG  | 40     |           |                          |
| 2024 |             | BNG           | 25     |        |           |                          |
| 2024 |             | PSdeG         | 9      |        |           |                          |
| 2024 |             |               |        |        |           |                          |
| 2024 |             | DO            | 1      |        |           |                          |
|      |             |               |        |        |           |                          |
| 2020 |             |               | PPdeG  | 42     |           |                          |
| 2020 |             | BNG           | 19     |        |           |                          |
| 2020 |             | PSdeG         | 14     |        |           |                          |
|      |             |               |        |        |           |                          |
| 2016 |             |               | PPdeG  | 41     |           |                          |
| 2016 |             | En Marea      | 14     |        |           |                          |
| 2016 |             | PSdeG         | 14     |        |           |                          |
| 2016 |             | BNG           | 6      |        |           |                          |
|      |             |               |        |        |           |                          |
| 2012 |             |               | PPdeG  | 41     |           |                          |
| 2012 |             | PSdeG         | 18     |        |           |                          |
| 2012 |             | AGE           | 9      |        |           |                          |
| 2012 |             | BNG           | 7      |        |           |                          |
|      |             |               |        |        |           |                          |
| 2009 |             |               | PPdeG  | 38     |           |                          |
| 2009 |             | PSdeG         | 25     |        |           |                          |
| 2009 |             | BNG           | 12     |        |           |                          |
|      |             |               |        |        |           |                          |
| 2005 |             |               | PPdeG  | 37     |           |                          |
| 2005 |             | PSdeG         | 25     |        |           |                          |
| 2005 |             | BNG           | 13     |        |           |                          |
|      |             |               |        |        |           |                          |
| 2001 |             |               | PPdeG  | 41     |           |                          |
| 2001 |             | BNG           | 17     |        |           |                          |
| 2001 |             | PSdeG         | 17     |        |           |                          |
|      |             |               |        |        |           |                          |
| 1997 |             |               | PPdeG  | 42     |           |                          |
| 1997 |             | BNG           | 18     |        |           |                          |
| 1997 |             | PSdeG         | 15     |        |           |                          |
|      |             |               |        |        |           |                          |
| 1993 |             |               | PPdeG  | 43     |           |                          |
| 1993 |             | PSdeG         | 19     |        |           |                          |
| 1993 |             | BNG           | 13     |        |           |                          |
|      |             |               |        |        |           |                          |
| 1989 |             |               | PPdeG  | 38     |           |                          |
| 1989 |             | PSdeG         | 28     |        |           |                          |
| 1989 |             | BNG           | 5      |        |           |                          |
| 1989 |             | PSG-EG        | 2      |        |           |                          |
| 1989 |             | CG            | 2      |        |           |                          |
|      |             |               |        |        |           |                          |
| 1985 |             |               | CP     | 34     |           |                          |
| 1985 |             | PSdeG         | 22     |        |           |                          |
| 1985 |             | CG            | 11     |        |           |                          |
| 1985 |             | CG            | 11     |        |           |                          |
| 1985 |             | PSG-EG        | 3      |        |           |                          |
| 1985 |             | BNG           | 1      |        |           |                          |
|      |             |               |        |        |           |                          |
| 1981 |             |               | AP     | 26     |           |                          |
| 1981 |             | UCD           | 24     |        |           |                          |
| 1981 |             | PSdeG         | 16     |        |           |                          |
| 1981 |             | BNG-BN-PG-PSG | 3      |        |           |                          |
| 1981 |             | EG            | 1      |        |           |                          |
| 1981 |             | PCG           | 1      |        |           |                          |